# Mostowik
Mostowik (ros. Мостовик) – osiedle w Rosji, w obwodzie moskiewskim, w rejonie siergijewo-posadzkim. W 2010 liczyło 1995 mieszkańców.